# Arrondissement Le Mans
Le Mans is een arrondissement van het Franse departement Sarthe in de regio Pays de la Loire. De onderprefectuur is Le Mans.

## Kantons
Het arrondissement was tot 2014 samengesteld uit de volgende kantons:
- Kanton Allonnes
- Kanton Ballon
- Kanton Écommoy
- Kanton Le Mans-Centre
- Kanton Le Mans-Est-Campagne
- Kanton Le Mans-Nord-Campagne
- Kanton Le Mans-Nord-Ouest
- Kanton Le Mans-Nord-Ville
- Kanton Le Mans-Ouest
- Kanton Le Mans-Sud-Est
- Kanton Le Mans-Sud-Ouest
- Kanton Le Mans-Ville-Est

Na de herindeling van de kantons bij decreet van 24 februari 2014, met uitwerking op 22 maart 2015, omvat het arrondissement volgende kantons:
- Kanton Bonnétable  (deel : 15/23)
- Kanton Changé  (deel : 7/8)
- Kanton Écommoy
- Kanton Le Mans-1
- Kanton Le Mans-2
- Kanton Le Mans-3
- Kanton Le Mans-4
- Kanton Le Mans-5
- Kanton Le Mans-6
- Kanton Le Mans-7
- Kanton Savigné-l'Évêque